# Дифференцирование тригонометрических функций
| Функция                                   | Производная                                          |
| ----------------------------------------- | ---------------------------------------------------- |
| {\displaystyle \sin(x)}                   | {\displaystyle \cos(x)}                              |
| {\displaystyle \cos(x)}                   | {\displaystyle -\sin(x)}                             |
| {\displaystyle \tan(x)}                   | {\displaystyle \sec ^{2}(x)}                         |
| {\displaystyle \cot(x)}                   | {\displaystyle -\csc ^{2}(x)}                        |
| {\displaystyle \sec(x)}                   | {\displaystyle \sec(x)\tan(x)}                       |
| {\displaystyle \csc(x)}                   | {\displaystyle -\csc(x)\cot(x)}                      |
| {\displaystyle \arcsin(x)}                | {\displaystyle {\frac {1}{\sqrt {1-x^{2}}}}}         |
| {\displaystyle \arccos(x)}                | {\displaystyle -{\frac {1}{\sqrt {1-x^{2}}}}}        |
| {\displaystyle \arctan(x)}                | {\displaystyle {\frac {1}{x^{2}+1}}}                 |
| {\displaystyle \operatorname {arccot}(x)} | {\displaystyle -{\frac {1}{x^{2}+1}}}                |
| {\displaystyle \operatorname {arcsec}(x)} | {\displaystyle {\frac {1}{\|x\|{\sqrt {x^{2}-1}}}}}  |
| {\displaystyle \operatorname {arccsc}(x)} | {\displaystyle -{\frac {1}{\|x\|{\sqrt {x^{2}-1}}}}} |

Функция синуса и косинуса в единичном круге

Дифференцирование тригонометрических функций — математический процесс нахождения производной тригонометрической функции или скорости её изменения по отношению к переменной. Например, производная функции синуса записывается как sin′(a) = cos(a), что означает, что скорость изменения sin(x) под определённым углом x = a задаётся косинусом этого угла.
Все производные круговых тригонометрических функций могут быть найдены из производных sin(x) и cos(x) с помощью правила частного, применяемого к таким функциям, как tan(x) = sin(x)/cos(x). Зная эти производные, можно производные от обратных тригонометрических функций найти с помощью неявного дифференцирования.
Все указанные функции непрерывны и дифференцируемы в своей области определения.

## Доказательства производных тригонометрических функций

### Предел sin(θ)/θ при стремлении θ к 0

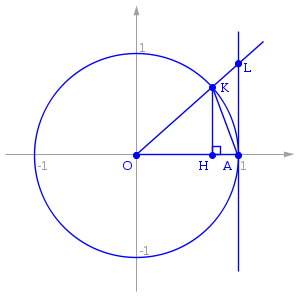
Круг с центром O и радиусом r
(r = OK = OA)

На диаграмме справа показан круг с центром O и радиусом r = 1. Пусть два радиуса OA и OK образуют дугу в θ радиан. Поскольку мы рассматриваем предел, когда θ стремится к нулю, мы можем предположить, что θ — это небольшое положительное число, скажем, 0 < θ < ½ π в первом квадранте.
На схеме пусть R1 будет треугольником OAK, R2 — круговым сектором KOA и R3 — треугольником OAL. Тогда площадь треугольника OAK:
{\displaystyle \mathrm {Area} (R_{1})={\tfrac {1}{2}}\ |OA|\ |OK|\sin \theta ={\tfrac {1}{2}}\sin \theta \,.}
Площадь кругового сектора OAK — это {\displaystyle \mathrm {Area} (R_{2})={\tfrac {1}{2}}\theta }, а площадь треугольника OAL определяется как
{\displaystyle \mathrm {Area} (R_{3})={\tfrac {1}{2}}\ |OA|\ |AL|={\tfrac {1}{2}}\ |AL|={\tfrac {1}{2}}\tan \theta .}
Поскольку каждый объект содержится в следующем, мы имеем:
{\displaystyle {\text{Area}}(R_{1})<{\text{Area}}(R_{2})<{\text{Area}}(R_{3})\iff {\tfrac {1}{2}}\sin \theta <{\tfrac {1}{2}}\theta <{\tfrac {1}{2}}\tan \theta \,.}
Более того, поскольку sin θ > 0 в первом квадранте, мы можем разделить на ½ sin θ, получив:
{\displaystyle 1<{\frac {\theta }{\sin \theta }}<{\frac {1}{\cos \theta }}\implies 1>{\frac {\sin \theta }{\theta }}>\cos \theta \,.}
На последнем этапе мы взяли обратно три положительных члена, изменив неравенство.

Мы пришли к выводу, что для 0 < θ < ½ π выражение sin(θ)/θ будет всегда меньше 1 и всегда больше cos(θ). Таким образом, чем ближе θ к 0, тем сильнее sin(θ)/θ становится "сжатым" между потолком на высоте 1 и полом на высоте cos θ, который стремится к 1; следовательно, sin(θ)/θ стремится к 1, когда θ стремится к 0 с положительной стороны:
{\displaystyle \lim _{\theta \to 0^{+}}{\frac {\sin \theta }{\theta }}=1\,.}
Для случая, когда θ — это небольшое отрицательное число -½ π <θ <0, мы используем тот факт, что синус — это нечётная функция:
{\displaystyle \lim _{\theta \to 0^{-}}\!{\frac {\sin \theta }{\theta }}\ =\ \lim _{\theta \to 0^{+}}\!{\frac {\sin(-\theta )}{-\theta }}\ =\ \lim _{\theta \to 0^{+}}\!{\frac {-\sin \theta }{-\theta }}\ =\ \lim _{\theta \to 0^{+}}\!{\frac {\sin \theta }{\theta }}\ =\ 1\,.}

### Предел (cos(θ)-1)/θ при стремлении θ к 0
Последний раздел позволяет нам относительно легко рассчитать этот новый предел. Это делается простым трюком. В этом расчёте знак θ неважен.
{\displaystyle \lim _{\theta \to 0}\,{\frac {\cos \theta -1}{\theta }}\ =\ \lim _{\theta \to 0}\left({\frac {\cos \theta -1}{\theta }}\right)\!\!\left({\frac {\cos \theta +1}{\cos \theta +1}}\right)\ =\ \lim _{\theta \to 0}\,{\frac {\cos ^{2}\!\theta -1}{\theta \,(\cos \theta +1)}}.}
С использованием cos2θ – 1 = –sin2θ, факт, что предел произведения является произведением пределов, а предельный результат из предыдущего раздела, мы находим, что:
{\displaystyle \lim _{\theta \to 0}\,{\frac {\cos \theta -1}{\theta }}\ =\ \lim _{\theta \to 0}\,{\frac {-\sin ^{2}\theta }{\theta (\cos \theta +1)}}\ =\ \left(-\lim _{\theta \to 0}{\frac {\sin \theta }{\theta }}\right)\!\left(\lim _{\theta \to 0}\,{\frac {\sin \theta }{\cos \theta +1}}\right)\ =\ (-1)\left({\frac {0}{2}}\right)=0\,.}

### Предел tan(θ)/θ при стремлении θ к 0
Используя предел для функции синуса и то, что функция тангенс нечётна и предел произведения является произведением пределов, мы находим:
{\displaystyle \lim _{\theta \to 0}{\frac {\tan \theta }{\theta }}\ =\ \left(\lim _{\theta \to 0}{\frac {\sin \theta }{\theta }}\right)\!\left(\lim _{\theta \to 0}{\frac {1}{\cos \theta }}\right)\ =\ (1)(1)\ =\ 1\,.}

### Производная функции синуса

##### Из определения производной
Мы рассчитываем производную функции синуса из определения предела:
{\displaystyle {\frac {\operatorname {d} }{\operatorname {d} \!\theta }}\,\sin \theta =\lim _{\delta \to 0}{\frac {\sin(\theta +\delta )-\sin \theta }{\delta }}.}
Используя формулы сложения углов sin(α+β) = sin α cos β + sin β cos α, мы имеем:
{\displaystyle {\frac {\operatorname {d} }{\operatorname {d} \!\theta }}\,\sin \theta =\lim _{\delta \to 0}{\frac {\sin \theta \cos \delta +\sin \delta \cos \theta -\sin \theta }{\delta }}=\lim _{\delta \to 0}\left({\frac {\sin \delta }{\delta }}\cos \theta +{\frac {\cos \delta -1}{\delta }}\sin \theta \right).}
Использование пределов для функций синуса и косинуса:
{\displaystyle {\frac {\operatorname {d} }{\operatorname {d} \!\theta }}\,\sin \theta =(1)\cos \theta +(0)\sin \theta =\cos \theta \,.}

#### Из производной гиперболических функций
Если использовать гиперболические функции, то формально можно получить, что:
{\displaystyle {d \over dx}\sin(x)=-{d \over dx}i\operatorname {sh} (ix)=\operatorname {ch} (ix)=\cos(x)},
т.к.
{\displaystyle \sin(x)={\exp(ix)-\exp(-ix) \over 2i}={\operatorname {sh} (ix) \over i}=-i\operatorname {sh} (ix);}
{\displaystyle \cos(x)={\exp(ix)+\exp(-ix) \over 2}=\operatorname {ch} (ix)}

### Производная функции косинуса

#### Из определения производной
Мы снова вычисляем производную функции косинуса из определения предела:
{\displaystyle {\frac {\operatorname {d} }{\operatorname {d} \!\theta }}\,\cos \theta =\lim _{\delta \to 0}{\frac {\cos(\theta +\delta )-\cos \theta }{\delta }}.}
Используя формулу сложения углов cos(α+β) = cos α cos β – sin α sin β, мы имеем:
{\displaystyle {\frac {\operatorname {d} }{\operatorname {d} \!\theta }}\,\cos \theta =\lim _{\delta \to 0}{\frac {\cos \theta \cos \delta -\sin \theta \sin \delta -\cos \theta }{\delta }}=\lim _{\delta \to 0}\left({\frac {\cos \delta -1}{\delta }}\cos \theta \,-\,{\frac {\sin \delta }{\delta }}\sin \theta \right).}
Использование пределов для функций синуса и косинуса:
{\displaystyle {\frac {\operatorname {d} }{\operatorname {d} \!\theta }}\,\cos \theta =(0)\cos \theta -(1)\sin \theta =-\sin \theta \,.}

#### Из производной гиперболических функций
Если использовать гиперболические функции, то формально можно получить, что:
{\displaystyle {d \over dx}\cos(x)={d \over dx}i\operatorname {ch} (ix)=i\operatorname {sh} (ix)=-\sin(x)}

#### Из цепного правила
Чтобы вычислить производную функции косинуса из цепного правила, сначала обратите внимание на три следующих факта:
{\displaystyle \cos \theta =\sin \left({\tfrac {\pi }{2}}-\theta \right)}
{\displaystyle \sin \theta =\cos \left({\tfrac {\pi }{2}}-\theta \right)}
{\displaystyle {\tfrac {\operatorname {d} }{\operatorname {d} \!\theta }}\sin \theta =\cos \theta }
Первое и второе — это тригонометрические тождества, а третье доказано выше. Используя эти три факта, мы можем написать следующее:
{\displaystyle {\tfrac {\operatorname {d} }{\operatorname {d} \!\theta }}\cos \theta ={\tfrac {\operatorname {d} }{\operatorname {d} \!\theta }}\sin \left({\tfrac {\pi }{2}}-\theta \right)}
Мы можем дифференцировать это, используя цепное правило. Положив {\displaystyle f(x)=\sin x,\ \ g(\theta )={\tfrac {\pi }{2}}-\theta }, мы имеем:
{\displaystyle {\tfrac {\operatorname {d} }{\operatorname {d} \!\theta }}f\!\left(g\!\left(\theta \right)\right)=f^{\prime }\!\left(g\!\left(\theta \right)\right)\cdot g^{\prime }\!\left(\theta \right)=\cos \left({\tfrac {\pi }{2}}-\theta \right)\cdot (0-1)=-\sin \theta }.
Таким образом, мы доказали, что
{\displaystyle {\tfrac {\operatorname {d} }{\operatorname {d} \!\theta }}\cos \theta =-\sin \theta }.

### Производная функции тангенса

#### Из определения производной
Чтобы вычислить производную функции тангенса tan θ, мы используем первые принципы. По определению:
{\displaystyle {\frac {\operatorname {d} }{\operatorname {d} \!\theta }}\,\tan \theta =\lim _{\delta \to 0}\left({\frac {\tan(\theta +\delta )-\tan \theta }{\delta }}\right).}
Используя известную формулу угла tan(α+β) = (tan α + tan β) / (1 - tan α tan β), мы имеем:
{\displaystyle {\frac {\operatorname {d} }{\operatorname {d} \!\theta }}\,\tan \theta =\lim _{\delta \to 0}\left[{\frac {{\frac {\tan \theta +\tan \delta }{1-\tan \theta \tan \delta }}-\tan \theta }{\delta }}\right]=\lim _{\delta \to 0}\left[{\frac {\tan \theta +\tan \delta -\tan \theta +\tan ^{2}\theta \tan \delta }{\delta \left(1-\tan \theta \tan \delta \right)}}\right].}
Используя тот факт, что предел произведения является произведением пределов:
{\displaystyle {\frac {\operatorname {d} }{\operatorname {d} \!\theta }}\,\tan \theta =\lim _{\delta \to 0}{\frac {\tan \delta }{\delta }}\times \lim _{\delta \to 0}\left({\frac {1+\tan ^{2}\theta }{1-\tan \theta \tan \delta }}\right).}
Используя предел для функции тангенса и тот факт, что tan δ стремится к 0, поскольку δ стремится к 0:
{\displaystyle {\frac {\operatorname {d} }{\operatorname {d} \!\theta }}\,\tan \theta =1\times {\frac {1+\tan ^{2}\theta }{1-0}}=1+\tan ^{2}\theta .}
Сразу видим, что:
{\displaystyle {\frac {\operatorname {d} }{\operatorname {d} \!\theta }}\,\tan \theta =1+{\frac {\sin ^{2}\theta }{\cos ^{2}\theta }}={\frac {\cos ^{2}\theta +\sin ^{2}\theta }{\cos ^{2}\theta }}={\frac {1}{\cos ^{2}\theta }}=\sec ^{2}\theta \,.}

#### Из производной гиперболических функций
{\displaystyle {d \over dx}\tan(x)=-i{d \over dx}\operatorname {th} (ix)=-i{i \over \operatorname {ch} ^{2}(ix)}={1 \over \operatorname {ch} ^{2}(ix)}={1 \over \cos ^{2}(x)}}

#### Из правила частного
Также можно вычислить производную функции тангенса, используя правило частного:
{\displaystyle {\frac {\operatorname {d} }{\operatorname {d} \!\theta }}\tan \theta ={\frac {\operatorname {d} }{\operatorname {d} \!\theta }}{\frac {\sin \theta }{\cos \theta }}={\frac {\left(\sin \theta \right)^{\prime }\cdot \cos \theta -\sin \theta \cdot \left(\cos \theta \right)^{\prime }}{\cos ^{2}\theta }}={\frac {\cos ^{2}\theta +\sin ^{2}\theta }{\cos ^{2}\theta }}}
Числитель можно упростить до 1 с помощью пифагорового тождества, что даёт нам:
{\displaystyle {\frac {1}{\cos ^{2}\theta }}=\sec ^{2}\theta }
Следовательно,
{\displaystyle {\frac {\operatorname {d} }{\operatorname {d} \!\theta }}\tan \theta =\sec ^{2}\theta }

## Доказательства производных обратных тригонометрических функций
Следующие производные можно найти, установив переменную y равной обратной тригонометрической функции, от которой мы хотим взять производную. Используя неявное дифференцирование и затем решая для dy/dx, производная обратной функции будет найдена в терминах y. Чтобы преобразовать dy/dx обратно в термины x, мы можем нарисовать эталонный треугольник на единичной окружности, положив θ равным y. Используя теорему Пифагора и определение обычных тригонометрических функций, мы наконец можем выразить dy/dx через x.

### Дифференцирование функции арксинуса
Пусть
{\displaystyle y=\arcsin x\ ,}
где
{\displaystyle -{\frac {\pi }{2}}\leq y\leq {\frac {\pi }{2}}.}
Тогда
{\displaystyle \sin y=x\ .}
Взяв производную по {\displaystyle x} с обеих сторон и решив для {\displaystyle dy/dx}, имеем:
{\displaystyle {d \over dx}\sin y={d \over dx}x,}
{\displaystyle \cos y\cdot {dy \over dx}=1\ .}
Подставляя сверху {\displaystyle \cos y={\sqrt {1-\sin ^{2}y}}}, имеем:
{\displaystyle {\sqrt {1-\sin ^{2}y}}\cdot {dy \over dx}=1}
Подставляя сверху {\displaystyle x=\sin y}, имеем:
{\displaystyle {\sqrt {1-x^{2}}}\cdot {dy \over dx}=1}
{\displaystyle {dy \over dx}={\frac {1}{\sqrt {1-x^{2}}}}}

#### Из производной обратной гиперболической функции
{\displaystyle {d \over dx}\arcsin(x)=-i{d \over dx}\operatorname {arsh} (ix)=-i{i \over {\sqrt {1+i^{2}x^{2}}}}={1 \over {\sqrt {1-x^{2}}}}}

### Дифференцирование функции арккосинуса
Пусть
{\displaystyle y=\arccos x\,\!}
где
{\displaystyle 0\leq y\leq \pi }
Тогда
{\displaystyle \cos y=x\,\!}
Взяв производную по {\displaystyle x} с обеих сторон и решив для {\displaystyle dy/dx}, имеем:
{\displaystyle {d \over dx}\cos y={d \over dx}x}
{\displaystyle -\sin y\cdot {dy \over dx}=1}
Подставляя сверху {\displaystyle \sin y={\sqrt {1-\cos ^{2}y}}\,\!}, получаем:
{\displaystyle -{\sqrt {1-\cos ^{2}y}}\cdot {dy \over dx}=1}
Подставляя сверху {\displaystyle x=\cos y\,\!}, получаем:
{\displaystyle -{\sqrt {1-x^{2}}}\cdot {dy \over dx}=1}
{\displaystyle {dy \over dx}=-{\frac {1}{\sqrt {1-x^{2}}}}}
В качестве альтернативы, как только производная от {\displaystyle \arcsin x} установлена, производная от {\displaystyle \arccos x} сразу следует путём дифференцирования тождества {\displaystyle \arcsin x+\arccos x=\pi /2} так, что {\displaystyle (\arccos x)'=-(\arcsin x)'}.

#### Из производной обратной гиперболической функции
{\displaystyle {d \over dx}\arccos(x)=-i{d \over dx}\operatorname {arch} (ix)=-i{i \over {\sqrt {i^{2}x^{2}-1}}}=-{1 \over {\sqrt {1-x^{2}}}}}

### Дифференцирование функции арктангенса
Пусть
{\displaystyle y=\arctan x\,\!}
где
{\displaystyle -{\frac {\pi }{2}}<y<{\frac {\pi }{2}}}
Тогда
{\displaystyle \tan y=x\,\!}
Взяв производную по {\displaystyle x} с обеих сторон и решив для {\displaystyle dy/dx}, имеем:
{\displaystyle {d \over dx}\tan y={d \over dx}x}
Левая сторона:
{\displaystyle {d \over dx}\tan y=\sec ^{2}y\cdot {dy \over dx}=(1+\tan ^{2}y){dy \over dx}}, используя пифагорово тождество
Правая сторона:
{\displaystyle {d \over dx}x=1}
Следовательно,
{\displaystyle (1+\tan ^{2}y){dy \over dx}=1}
Подставляя сверху {\displaystyle x=\tan y\,\!}, получаем:
{\displaystyle (1+x^{2}){dy \over dx}=1}
{\displaystyle {dy \over dx}={\frac {1}{1+x^{2}}}}

#### Из производной обратной гиперболической функции
{\displaystyle {d \over dx}\arctan(x)=-i{d \over dx}\operatorname {arth} (ix)=-i{i \over 1-i^{2}x^{2}}={1 \over 1+x^{2}}}

### Дифференцирование функции арккотангенса
Пусть
{\displaystyle y=\operatorname {arccot} x}
где
{\displaystyle 0<y<\pi }
Тогда
{\displaystyle \cot y=x}
Взяв производную по {\displaystyle x} с обеих сторон и решив для {\displaystyle dy/dx}, имеем:
{\displaystyle {\frac {d}{dx}}\cot y={\frac {d}{dx}}x}
Левая сторона:
{\displaystyle {d \over dx}\cot y=-\csc ^{2}y\cdot {dy \over dx}=-(1+\cot ^{2}y){dy \over dx}}, используя пифагорово тождество
Правая сторона:
{\displaystyle {d \over dx}x=1}
Следовательно,
{\displaystyle -(1+\cot ^{2}y){\frac {dy}{dx}}=1}
Подставляя {\displaystyle x=\cot y}, получаем:
{\displaystyle -(1+x^{2}){\frac {dy}{dx}}=1}
{\displaystyle {\frac {dy}{dx}}=-{\frac {1}{1+x^{2}}}}

#### Из производной обратной гиперболической функции
{\displaystyle {d \over dx}\operatorname {arccot}(x)=i{d \over dx}\operatorname {arcth} (ix)=i{i \over 1-i^{2}x^{2}}=-{1 \over 1+x^{2}}}

### Дифференцирование функции арксеканса

#### Использование неявного дифференцирования
Пусть
{\displaystyle y=\operatorname {arcsec} x\ \ |x|\geq 1}
Тогда
{\displaystyle x=\sec y\ \ y\in \left[0,{\frac {\pi }{2}}\right)\cup \left({\frac {\pi }{2}},\pi \right]}
{\displaystyle {\frac {dx}{dy}}=\sec y\tan y=|x|{\sqrt {x^{2}-1}}}
(Абсолютное значение в выражении необходимо, поскольку произведение секанса и тангенса в интервале y всегда неотрицательно, а радикал {\displaystyle {\sqrt {x^{2}-1}}} всегда неотрицателен по определению главного квадратного корня, поэтому оставшийся множитель также должен быть неотрицательным, что достигается за счёт использования абсолютного значения x.)
{\displaystyle {\frac {dy}{dx}}={\frac {1}{|x|{\sqrt {x^{2}-1}}}}}

#### Использование цепного правила
В качестве альтернативы, производная арксеканса может быть получена из производной арккосинуса с использованием цепного правила.
Пусть
{\displaystyle y=\operatorname {arcsec} x=\arccos \left({\frac {1}{x}}\right)}
где
{\displaystyle |x|\geq 1} and {\displaystyle y\in \left[0,{\frac {\pi }{2}}\right)\cup \left({\frac {\pi }{2}},\pi \right]}
Тогда, применяя цепное правило к {\displaystyle \arccos \left({\frac {1}{x}}\right)}, имеем:
{\displaystyle {\frac {dy}{dx}}=-{\frac {1}{\sqrt {1-({\frac {1}{x}})^{2}}}}\cdot \left(-{\frac {1}{x^{2}}}\right)={\frac {1}{x^{2}{\sqrt {1-{\frac {1}{x^{2}}}}}}}={\frac {1}{x^{2}{\frac {\sqrt {x^{2}-1}}{\sqrt {x^{2}}}}}}={\frac {1}{{\sqrt {x^{2}}}{\sqrt {x^{2}-1}}}}={\frac {1}{|x|{\sqrt {x^{2}-1}}}}}

### Дифференцирование функции арккосеканса

#### Использование неявного дифференцирования
Пусть
{\displaystyle y=\operatorname {arccsc} x\ \ |x|\geq 1}
Тогда
{\displaystyle x=\csc y\ \ \ y\in \left[-{\frac {\pi }{2}},0\right)\cup \left(0,{\frac {\pi }{2}}\right]}
{\displaystyle {\frac {dx}{dy}}=-\csc y\cot y=-|x|{\sqrt {x^{2}-1}}}
(Абсолютное значение в выражении необходимо, поскольку произведение косеканса и котангенса в интервале y всегда неотрицательно, а радикал {\displaystyle {\sqrt {x^{2}-1}}} всегда неотрицателен по определению главного квадратного корня, поэтому оставшийся множитель также должен быть неотрицательным, что достигается за счёт использования абсолютного значения x.)
{\displaystyle {\frac {dy}{dx}}={\frac {-1}{|x|{\sqrt {x^{2}-1}}}}}

#### Использование цепного правила
В качестве альтернативы, производная арккосеканса может быть получена из производной арксинуса с использованием цепного правила.
Пусть
{\displaystyle y=\operatorname {arccsc} x=\arcsin \left({\frac {1}{x}}\right)}
где
{\displaystyle |x|\geq 1} and {\displaystyle y\in \left[-{\frac {\pi }{2}},0\right)\cup \left(0,{\frac {\pi }{2}}\right]}
Тогда, применяя цепное правило к {\displaystyle \arcsin \left({\frac {1}{x}}\right)}, имеем:
{\displaystyle {\frac {dy}{dx}}={\frac {1}{\sqrt {1-({\frac {1}{x}})^{2}}}}\cdot \left(-{\frac {1}{x^{2}}}\right)=-{\frac {1}{x^{2}{\sqrt {1-{\frac {1}{x^{2}}}}}}}=-{\frac {1}{x^{2}{\frac {\sqrt {x^{2}-1}}{\sqrt {x^{2}}}}}}=-{\frac {1}{{\sqrt {x^{2}}}{\sqrt {x^{2}-1}}}}=-{\frac {1}{|x|{\sqrt {x^{2}-1}}}}}